# Institut universitaire de technologie de Troyes
 (juillet 2016).
Si vous disposez d'ouvrages ou d'articles de référence ou si vous connaissez des sites web de qualité traitant du thème abordé ici, merci de compléter l'article en donnant les références utiles à sa vérifiabilité et en les liant à la section « Notes et références ».
L'Institut universitaire de technologie de Troyes dépend de l'université de Reims-Champagne-Ardenne.

## Présentation
Créé en 1968, premier établissement d'enseignement supérieur de Troyes, il devient indépendant en tant que "IUT de Troyes" en 1973. Il est situé au 9 rue de Québec 10430 Rosières près Troyes.
L'IUT de Troyes a été agrandi (23 000 m2), avec la construction d'un nouveau bâtiment, inauguré le 20 octobre 2006,. Ce dernier héberge désormais le département Métiers du multimédia et de l'Internet (MMI), ainsi que celui des Carrières Juridiques (CJ) afin de former des techniciens du droit.
Destiné au départ à former les étudiants au niveau DUT, l'IUT de Troyes s'est ouvert à d'autres formations en formation continue et plus récemment aux licences professionnelles depuis la réforme LMD.
En 2021, un budget de 6 millions d'€uros a été alloué à la rénovation énergétique de l'établissement.

## Classement
En 2022 l'établissement a été classé 71ème du classement complet réalisé par Thotis